# Teucrium bicolor
Teucrium bicolor là một loài thực vật có hoa trong họ Hoa môi. Loài này được James Edward Smith miêu tả khoa học đầu tiên năm 1817.

## Hình ảnh

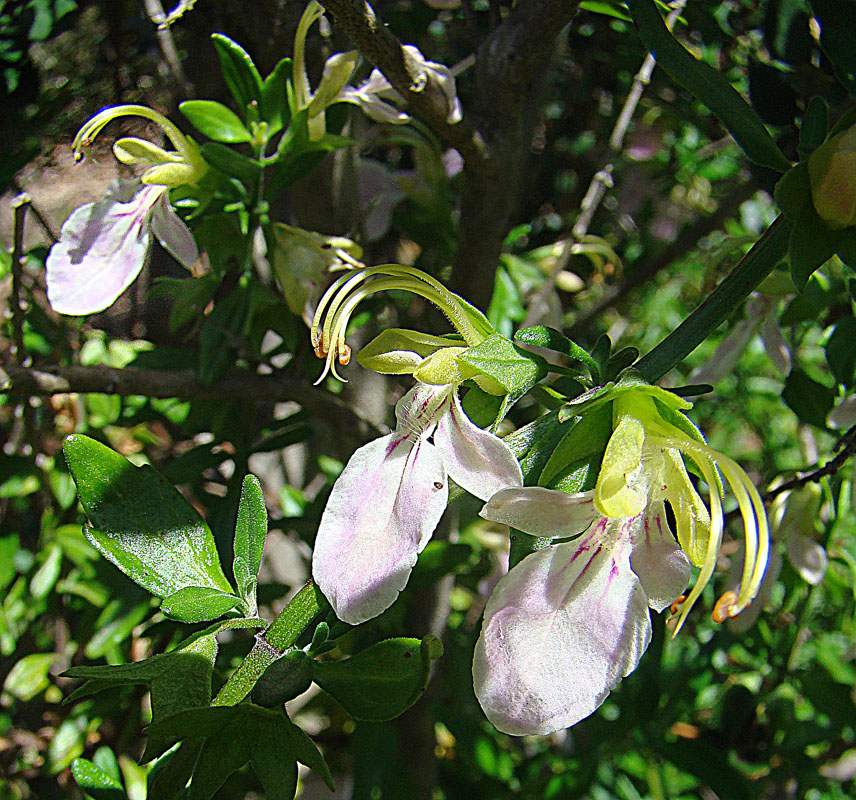